# Chorwacki Legion Morski
Chorwacki Legion Morski (Hrvatska Pomorska Legija) – ochotnicza chorwacka formacja marynarki wojennej podczas II wojny światowej.
2 czerwca 1941 r. rozkazem przywódcy Niepodległego Państwa Chorwackiego, Ante Pavelicia została utworzona Chorwacka Brygada Morska (Hrvatski Pomorski Sklop), przemianowana wkrótce na Chorwacki Legion Morski. Na jego czele stanął kmdr por. Andro Vrkljan, a następnie kpt. Stjepan Rumenović. 
Legion liczył 343 ludzi, w tym 23 oficerów, 100 podoficerów i 220 marynarzy. Stanowił część niemieckiej Kriegsmarine. Włosi także planowali zorganizować morską jednostkę złożoną z Chorwatów do służby na Adriatyku, jednakże cała kadra znalazła się w Legionie i musieli zrezygnować ze swoich planów. Rząd chorwacki liczył, że żołnierze Legionu nabiorą doświadczenia bojowego i będą stanowić zaczątek chorwackiej marynarki wojennej.
W połowie lipca Legion wysłano na przeszkolenie do bułgarskiej Warny. Po przybyciu do miasta Chorwaci dostali mundury i rozpoczęli szkolenie z niemieckimi marynarzami, które trwało do 22 września. Tego samego dnia Legion został wysłany na front wschodni, gdzie dotarł 30 września. Został przydzielony do 23. Flotylli Trałowców. Na jego wyposażeniu znalazły się przede wszystkim zdobyczne i rekwirowane radzieckie kutry i łodzie rybackie i nieliczne małe statki, a także niemieckie patrolowce typu MFK. Jako hulk koszarowy wykorzystywany był żaglowiec „Towariszcz”. Działał początkowo na Morzu Azowskim, przy wybrzeżu Ukrainy, stacjonując w mieście ukraińskim Geniczesku. Do jego zadań należało trałowanie min morskich i patrolowanie strefy przybrzeżnej oraz zadania transportowe. Dowództwo jednostki utrzymywało dobre stosunki z miejscową ludnością, dlatego postanowiło przeprowadzić wśród niej rekrutację do Legionu. W ten sposób jego liczebność wzrosła do ponad 1 tys. ludzi (60% jego stanu stanowili teraz Ukraińcy). W grudniu 1941 roku Sowieci przeprowadzili atak na Geniczesk, odparty m.in. przez marynarzy Legionu, liczącego wówczas 176 ludzi. Na początku kwietnia 1942 r., po roztopieniu się lodu w porcie, Chorwaci wznowili swoje rejsy. 19 kwietnia Legion poniósł największą stratę, gdy na skutek wybuchu miny morskiej na pokładzie zginęło 22 ludzi. W maju tego roku Legion został wycofany na odpoczynek do Chorwacji, po czym w sierpniu powrócił na front, tym razem do Mariupola. Legion miał wówczas na wyposażeniu ok. 130 różnego rodzaju pływających jednostek, m.in. kilka małych statków, 31 motorowych kutrów rybackich, 35 innych motorowych łodzi. W jego szeregach znalazło się także ok. 200 niemieckich marynarzy. Pod koniec grudnia legioniści zostali wysłani do Chorwacji na odpoczynek, a następnie do Niemiec na kolejne przeszkolenie. Po tym przeniesiono ich do Warny, gdzie stacjonowali do połowy 1943 r. W październiku 1943 w związku z odwrotem sił osi z Morza Azowskiego, członkowie legionu zostali przydzieleni do niemieckiej 23. Flotylli zwalczania okrętów podwodnych (23. U-Jagdflotille) na Morzu Czarnym i przejęli od Niemców 12 kutrów typu KFK. Wcześniej w marcu do Legionu przydzielono ochotniczą chorwacką jednostkę artylerii nabrzeżnej w składzie dwóch baterii. W październiku trafili do Triestu, gdzie rozdysponowano ich na różne niemieckie okręty, kończąc ich samodzielną służbę. Jednostka artylerii przybrzeżnej trafiła w lutym 1944 r. do Splitu. Ostatecznie w marcu 1944 Legion powrócił do Chorwacji.
Żołnierze Chorwackiego Legionu Morskiego nosili mundury Kriegsmarine, od zimy 1942/43 z tarczą w kolorach Chorwacji i napisem Hrvatska na lewym ramieniu.